# Enigma (jogo)
Enigma ou charada consiste em um jogo onde, através das dicas dadas, você deve chegar a uma resposta única utilizando métodos lógicos de raciocínio. A forma mais conhecida de enigma consiste em uma página onde existe uma figura, um título e uma frase embaixo da figura. A partir de dados coletados desses 3 itens, o jogador deve chegar a uma resposta única e inseri-la no final do link da página ou em um pop-up. Essa é a forma mais básica dos enigmas. Há formas mais avançadas de enigma, que normalmente surgem ao longo do jogo, que consistem em esconder frases no código fonte, esconder palavras na figura e até utilizar-se de outros arquivos além da figura, um som ou um vídeo por exemplo.

## Origem dos enigmas
O primeiro enigma a ser criado foi um chamado "This is not Porn". Apesar de ter sido o primeiro enigma do mundo, o thisisnotporn nunca foi fechado, ou seja, ninguém nunca passou de todas suas fases e também não é o enigma de maior sucesso. O sistema de enigma atingiu seu ápice com o jogo Notpron, criado pelo alemão David Münnich, que era jogador do thisisnotporn. Frustrado pelo jogo ser difícil demais, David resolveu criar seu próprio enigma, baseando-se no seu antecessor. A ideia deu certo e notpr0n atualmente já foi jogado por mais de 9 milhões de pessoas e é aclamado por muitos como o melhor enigma da história.
Como não podia faltar, o Brasil também embarcou nessa onda e a história dos enigmas aqui começou a partir do jogo Doubt Brasil. Criado pelo carioca Igor Dantas e o catarinense Leonardo Batista, o jogo começou sem nenhuma intenção de sucesso, tanto que contava com apenas 10 fases. Doubt Brasil foi ganhando forma e fama ao ser divulgado em diversos fóruns pela internet. O jogo acabou tendo mais de 50 fases e quase 10.000 seguidores em sua comunidade do Orkut, além de ter ganhado uma continuação, chamada de Doubt 2. Desde 2008, o Doubt Brasil 1 e 2 foi descontinuado pelos seus criadores, e em 2010 o jogo saiu definitivamente do ar, graças a um problema com a hospedagem. Fato que foi lamentado por vários jogadores, ex-jogadores e até por outros riddles em suas páginas e comunidades oficiais, reconhecimento pelo pioneirismo no Brasil.

## Sistemas diferenciados
A revolução na forma de jogar enigmas no Brasil veio com o Cubico, que, além da imagem, colocou na tela do jogo duas frases e um campo para digitação de resposta, o que tornou o jogo mais dinâmico, pois da forma convencional, para testar a resposta de um enigma, precisava alterar o endereço da página. Além disso, o Cubico foi o primeiro a utilizar armazenamento de respostas em banco de dados, competições por equipes e comunidade de relacionamento em seu site.
Em 03 de dezembro de 2012, o Secretus Game é lançado, sendo até agora o único Riddle do mundo onde os jogadores, após conseguirem um determinado número de pontos, podem criar seus próprios jogos. Desde login com sua conta no Facebook, até a utilização de estratégias de Gameficação semelhantes as do Foursquare, o Secretus Game vem se lançando das mais modernas ferramentas e se popularizando cada vez mais rápido.